# Étrechet
Étrechet – miejscowość i gmina we Francji, w Regionie Centralnym, w departamencie Indre.
Według danych na rok 1990 gminę zamieszkiwały 872 osoby, a gęstość zaludnienia wynosiła 49 osób/km² (wśród 1842 gmin Regionu Centralnego Étrechet plasuje się na 454. miejscu pod względem liczby ludności, natomiast pod względem powierzchni na miejscu 755.).